# Манастир Гориоч
Манастир Гориоч је метох манастира Високи Дечани и налази се на узвишењу Бела Стена, северозападно од градића Истока, на Косову и Метохији. Манастир у оквиру свог комплекса има цркву Св. Никола, манастирски конак и звоник.
Манастир припада Епархији рашко-призренској Српске православне цркве и представља непокретно културно добро као споменик културе од изузетног значаја Старешина манастира од 2020. до 2023. године била је игуманија мати Марта (Шибалић).
Архимандрит Сава Кривокућа обновио је манастир Гориоч, дозидао је старој цркви припрату са звоником. Подигао је и нов, леп конак, а у вези с манастирском портом подигао је лепу шталу за краве и на спрату две-три собе. Камениту порту изравнао је и насуо земљом па засејао травом. Повезао је цркву са конаком лепом поплочаном стазом. Тако је некадашњи дечански метох Гориоч добио нови изглед захваљујући оцу архимандриту Сави.
Манастир Гориоч је женски манастир.

## Предање
По народном предању саградио га је Св. Краљ Стефан Дечански и посветио Св. Николи у знак захвалности за исцељење својих „огорјелих“ очију, по чему је манастир и добио име (горе очи – Гориоч).

## Прошлост манастира
Стара црква Св. Николе у Гориочу, из 14. века, није сачувана, а на њеним темељима је обнављана у XVI и XVIII веку као и почетком XX века. Реч је о једноставној, једнобродној цркви у којој се чува 11 икона сликаних у XVI, XVII и XVIII веку. Остале грађевине у манастиру: конак, звоник и чесма саграђени су касније.
У манастиру се чувала и библиотека средњовековних књига, са вредним рукописима из XIV и XV века, што је забележио руски путописац, конзул и историчар А. Гилфердинг средином XIX века - 1856. године, када је неке од књига из манастирске библиотеке понео са собом у Русију. Ове књиге се данас чувају у Библиотеци града Петерсбурга.
Чета Албанаца је 1912. напала манастир Гориоч. У току Другог светског рата, албански нацисти користили су цркву као затвор и у њој мучили затворене Србе.
Након рата 1999. са повлачењем српских снага безбедности и доласком међународних снага, манастир спада под заштиту Шпанског КФОРа, а од децембра 2010. га чувају припадници Косовске полиције.

## Галерија
- Фреске у цркви Св. Никола
- Фреске у цркви Св. Никола
- Иконе у цркви Св. Никола
- Манастирска црква Светог Николе